# Poésie arabe

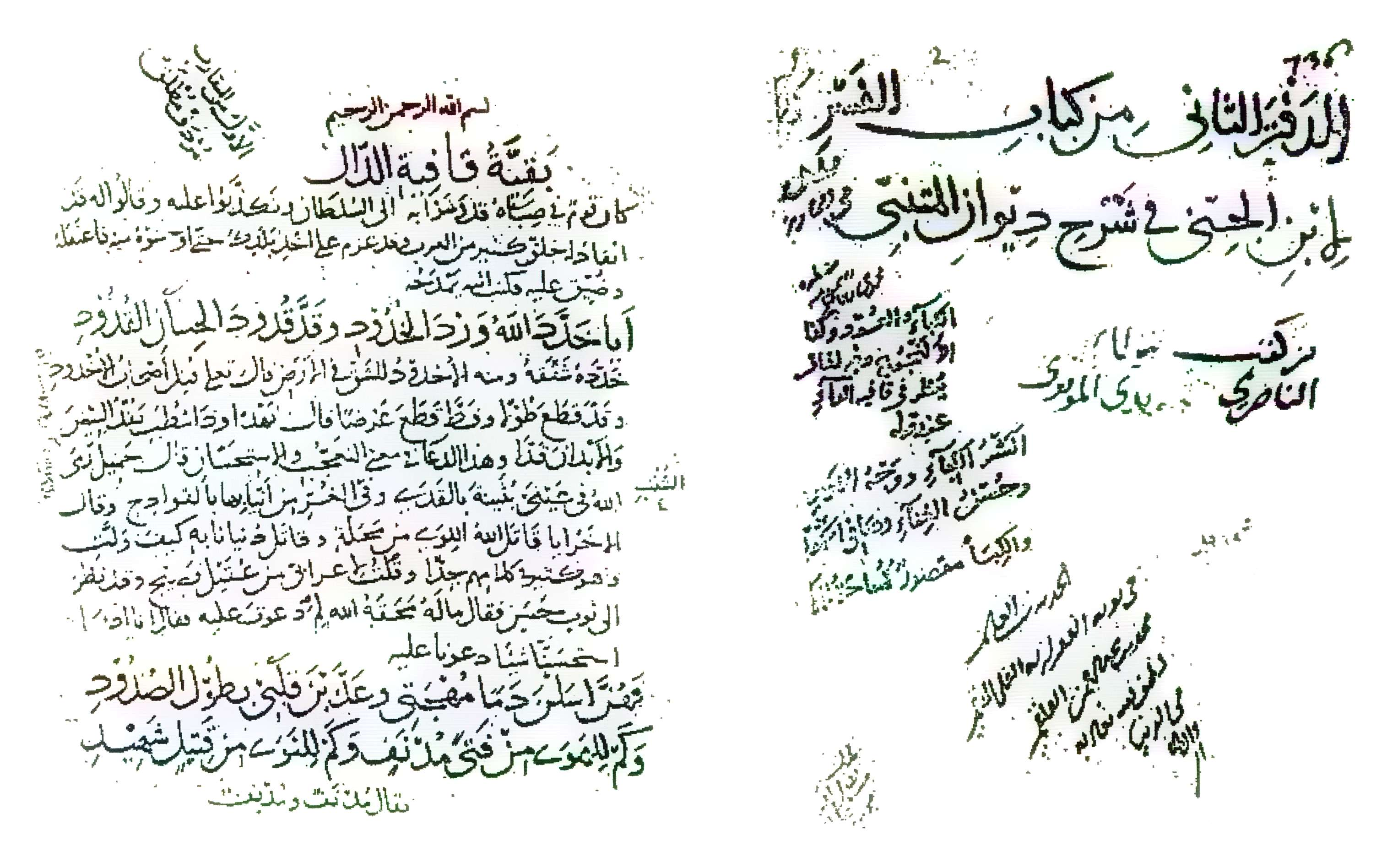
Extrait du Commentaire d'Ibn Jinni sur la poésie d'al-Mutanabbi

La poésie arabe (en arabe : الشعر العربي) désigne l'ensemble de la poésie produite en langue arabe, du VIe siècle à nos jours.

## Caractéristiques de la poésie arabe

### Étymologies et définitions
Parmi les mots arabes désignant la poésie dans le patrimoine littéraire classique, shiʿr (arabe : شعر) et nazm (arabe : نظم) sont ceux qui retiennent le plus l'attention des critiques. De nos jours, « shiʿr » est le mot arabe pour « poésie ».
La racine du mot nazm renvoie à l'idée d'un ordre parfait. La poésie, en tant que nazm, s'oppose à la prose, nathr (arabe : نثر), dont la racine est liée à l'idée d'éparpillement. Cette distinction nazm / nathr, ordre / dispersion, poésie / prose, est une dichotomie fondamentale discutée dans toute la critique classique pour chercher à définir la poésie, et reflète une définition cumulative du discours poétique ainsi formulée par Suyûtî : le discours ordinaire, en prose, quand il subit des contraintes d'ordre rythmique, devient « manzûm », « ordonné », et on est donc en présence de nazm. En se voyant ajouter des rimes et un mètre, le nazm devient shiʿr, poésie,.
Qudama Ibn Jaafar fournit à la fin du IXe siècle, dans sa Critique de la poésie (arabe : نقد الشعر) la première définition formelle de la poésie : « La poésie est une parole métrée, rimée, exprimant un sens ». Mais cette définition reste problématique, puisque selon elle des traités de grammaires versifiés, par exemple, peuvent être considérés comme de la poésie. D'autres auteurs essaieront de proposer d'autres définitions de la poésie, en intégrant notamment des considérations sur le fond.
L'auteur Ibn Quatayba propose une classification très intéressante : premièrement, selon lui, il faut "établir une échelle de valeurs qui permettrait de distinguer les mérites et de reconnaître les défauts d'une production désignée par le terme shi'r sans distinction de ses variétés. Il s'agit d'un modèle de totalisateur de toute écritures poétique dont on décide qu'elle relève d'un seul et même exercice" qu'il surnomme : théorie de la qasîda. Deuxièmement, Ibn Quatayba s'établit cette fois-ci autour de "deux éléments essentiels du lafz et du maʻna en dissociant leurs qualités respectives sans jamais les dissocier l'un de l'autre" car la valeur d'un poème dépend toujours de la valeurs ajoutée de ces deux termes. Enfin, en troisième point, l'auteur utilise le lexique technique, déjà servi au préalable par les philologues, celui-ci reste vague et confus, mais amène malgré tout à une terminologie bien établie.
Sur le plan de la finalité du discours poétique, deux notions centrales sont mises en avant dès le VIIIe siècle par Jumahî dans l'introduction aux Tabaqât et seront discutées par tous les littérateurs suivants : « La poésie est la meilleure science des Arabes » et « Les premiers Arabes n'avaient pas d'autre poésie que les vers dits par un homme dans le besoin ».

### Le mètre arabe
Les mètres de la poésie arabe ont été identifiés et théorisés à partir du VIIIe siècle, mais il est important de noter que les poètes utilisaient ces mètres dans leur travail longtemps avant qu'ils ne soient codifiés. Le philologue et grammairien Al-Khalîl Ibn Ahmad est le premier à avoir identifié et nommé les mètres de la poésie arabe. Au cours de son travail, la scansion des vers lui révéla que les syllabes courtes et longues se répètent selon des règles strictes. Il développa un système théorique rassemblant les différents types de vers, la fameuse Théorie des cercles, qu'il présenta dans le Kitâb al-ʿArûd. Le livre ne nous est pas parvenu, mais il est possible de se faire une idée précise de son contenu par les nombreux métriciens, critiques et philologues postérieurs qui citent dans leurs ouvrages le livre d'Al-Khalîl.
Le mètre arabe est fondé sur l'opposition entre syllabes longues et syllabes courtes, déterminant un rythme particulier propre à chaque mètre. Les différents mètres se distinguent les uns des autres par le nombre de syllabes et l'ordre d'alternance des syllabes courtes et longues. Il existe de plus pour chaque type de mètre un certain nombre de variations possibles.
Al-Khalîl identifia quinze mètres, et un seizième fut ajouté plus tard (le mutadârik). La tradition critique a tendance à considérer le mètre rajaz comme le plus ancien, mais il est aussi dénigré comme étant le plus facile. Dans la période préislamique, c'était le mètre le plus répandu, utilisés dans les chansons populaires et celles des chameliers. D'autres mètres sont considérés comme nobles, car ils reviennent souvent dans la poésie des grands poètes (fuhûl) : le tawil, le basit, le kamil, le wafir, le sari', le madid, le munsarih, le khafif, le mutaqarib et le hazaj.
Au XXe siècle, la majorité des poètes ont abandonné la métrique classique pour une forme plus libre dont les pionniers étaient Badr Shakir al-Sayyab, poète arabe moderne renommé, et Nazik al-Mala'ika. En effet, l'un et l'autre ont publié en 1947 les deux premiers poèmes en vers libre de la langue arabe. Ils ont été suivis par des géants comme 'Abd al-Wahhab al-Bayyati, Salah Abd al-Sabûr ou Ahmad Mu'ti Hijazi.

### Les genres classiques
Genres et registres ne sont pas des concepts utilisés dans la littérature arabe classique. Le terme « genre » appliqué aujourd'hui à la poésie arabe n'a donc pas les mêmes implications que dans la poésie occidentale. Le genre poétique arabe est défini par les thèmes qu'il aborde, sans préjuger d'une structure formelle spécifique. Ces genres ne sont donc pas toujours superposables aux notions par lesquelles ils sont traduits, c'est pourquoi ils apparaissent souvent écrits en arabe dans les ouvrages contemporains.
Les genres poétiques se sont accumulés au fil de la période classique (du VIe siècle à la Nahda), sans que l'apparition d'un nouveau genre éclipse nécessairement les précédents. Voici une liste des genres de la poésie classique. Il est important de noter que la division en genres a été discutée par les critiques classiques. Qudama Ibn Jaafar considère par exemple le wasf (description) comme un genre à part entière, ce qui ne fait pas l'unanimité. Dans le cas de la tardiyya (poème sur la chasse), on peut considérer qu'elle devient un genre à part entière quand Abû Nuwâs fit de la description et du récit d'une scène de chasse l'objet d'un poème autonome ; néanmoins, les descriptions de scènes de chasses sont présentes dès la période préislamique.
- Les genres poétiques développés à l'époque préislamique :
  - Chakwâ al-dahr (complainte contre la fuite du temps)
  - Madîh (l'éloge)
  - Hijâ (la satire)
  - Fakhr (la jactance, ou éloge de soi)
  - Rithâ (l'élégie funèbre)
  - Nasîb (poésie amoureuse centrée sur l'absence de la bien-aimée, voir l'article : Qasida)
  - Urjûza (poème sur le mètre rajaz, voir l'article : Métrique arabe)
  - Wasf (description)

- À l'époque omeyyade :
  - Ghazal (poésie amoureuse)
  - Ghazal udhrite (poésie courtoise)
  - Raʿawiyya (poème sur les usages des pasteurs bédouins, pastorale, bucolique)

- À l'époque abbasside :
  - Khamriyya (chanson bachique, qui traite spécifiquement de la boisson et des buveurs)
  - Ikhwâniyya (poème sur l'amitié)
  - Zahriyya (ou nawriyya, rawdiyya : poème sur la beauté des jardins)
  - Dayriyya (poème sur les scènes bachiques dans les couvents)
  - Zuhdiyya (poème ascétique)
  - Tardiyya (poème sur la chasse)

- À l'époque mamelouke :
  - Madâ'ih nabawiyya (les poèmes d'éloges consacrés au prophète)

### Les sept genres post-classiques
On les appelle les « Sept arts » (arabe : الفنون السبعة). Au contraire des genres classiques exposés plus haut, ils se définissent par rapport à une forme particulière et non pas par rapport à un thème abordé. Ils représentent des innovations métriques et strophiques, et sont tous liés à un certain point aux langues vernaculaires. Voici la liste de ces « Sept arts » (les informations entre parenthèses indiquent le lieu et l'époque de leur développement) :
1. Kân wa-kân (Bagdad)[15]
2. Muwashshah (Al-Andalus, fin IXe siècle)[16]
3. Zajal (Al-Andalus, vers 1100)[17]
4. Mawâliyâ (Irak, fin du XIe siècle)[18]
5. al-Qûmâ (Bagdad, fin XIIe siècle)[19]
6. Silsila[20]
7. Rubâ'î (Quatrain, Iran, IXe – Xe siècles)[21]

## Histoire de la poésie arabe

### Époque préislamique (ou «Jâhiliyya»): duVIesiècleà 622
La poésie préislamique fournit à la littérature arabe un classicisme qui déterminera la création littéraire arabe jusqu'au début du XIXe siècle. Ce classicisme se traduit en termes de genres, de normes et de modèles à la fois éthiques, poétiques, rhétoriques et linguistiques. Les plus anciens spécimens de poésie préislamique dont nous disposons remontent à la première moitié du VIe siècle. Ils pourraient être l'œuvre de ceux que la tradition appelle « les premiers Arabes », parmi eux Murakkish l'Ancien, Hâtim al-Tâ'î, le parangon de la générosité bédouine, Muhalhil, « Celui qui tisse [les rimes] avec légèreté », qui passe pour l'inventeur de la qasida et le maître d'Imrou'l Qays, ou encore Ta'abbata Sharran, le poète-brigand qui aurait affronté la goule.

#### La poésie et le sacré
L'historien grec Sozomène, qui vécut entre le IVe et le Ve siècle, cite une tradition antérieure selon laquelle les Arabes du désert ont célébré leur victoire sur l’empereur Valens (364-378) en chantant des chansons (odai). Cette affirmation vient soutenir d'autres indices des liens que la poésie entretient avec le chant. Par exemple, le même mot signifie « chanter » et « réciter ». La poésie arabe pourrait venir du chant, tout comme les aèdes sont les prédécesseurs des poètes grecs. La tradition classique voit plutôt l'origine de la poésie dans le saj', la prose rimée des devins. Dans tous les cas, la première poésie arabe est enracinée dans l’oral, et entretient un rapport particulier avec le sacré. Au VIe siècle, la poésie n'a plus le rôle sacré qu'elle a sans doute eu au début de son développement, néanmoins elle conserve des traces de ce rapport au sacré, aussi bien dans le fond que dans la forme.
La poésie préislamique est marquée par son aspect rituel. On considérait que le poète, comme l'oracle, était inspiré directement par le dieu ou le djinn. Les meilleurs poètes étaient réputés avoir chacun un djinn attitré, dont on connaît parfois le nom. Le djinn inspirateur d'Imrou'l Qays est appelé Lâfiz Ibn Lâhiz, « Articulant fils d'Observant ». Ils rencontraient ces djinns dans le désert. Une vallée, au centre de la péninsule arabique, appelée Wâdî Abqar est restée célèbre pour avoir abrité les djinn d'Imrou'l Qays, de Zuhayr et de Nâbigha. Ce thème de l'union entre le poète et le djinn est resté vivant après l'apparition de l'islam et caractérise le poète bédouin. Le Livre des Chansons, compilé au Xe siècle, rapporte ainsi que Farazdak (fin du VIIe siècle-début du VIIIe siècle) partait dans le désert rencontrer son djinn quand l'inspiration lui faisait défaut.
Ainsi le poème préislamique comporte de nombreux traits caractéristiques du discours performatif, même dans ses aspects les plus narratifs. Parmi les éléments caractéristiques de cette valeur performative de cette poésie, on trouve le recours systématique à l'apostrophe, à l'interjection, ou encore au wâw rubba. Mais surtout, le temps utilisé est le passé (en arabe : الماضي), qui est aussi en arabe le temps de la prière et de l'invocation (par exemple, on dit littéralement « Dieu l'a maudit » pour « Dieu le maudisse »). Seules certaines scènes de description d'animaux sauvages sont au présent. La parole a donc une valeur d'invocation, elle est destinée à s'accomplir, et c'est pourquoi le poète qui insultait les ennemis de sa tribu dans des satires pouvait courir un danger de mort. La critique contemporaine voit dans la valeur performative de la poésie préislamique l'indice le plus probant du fort rapport au sacré qui a dû être le sien avant le VIe siècle.

#### Le poète et la tribu
Le poète est le conseiller et le champion de sa tribu. Les poètes chantent les ancêtres et les hauts faits de la tribu dans des poèmes de louange (madîh), et s'ingénient à dépeindre leurs ennemis comme des êtres vils et sans honneur dans des satires (hijâ'). La tradition a conservé le souvenir de scènes où deux poètes s'affrontent dans une mufâkhara, un duel poétique à qui pourra évoquer le plus grand nombre de hauts faits. Le poète trace une ligne sur le sol avec un bâton à chaque exploit relaté. L'honneur tient d'une part aux ancêtres et aux hauts faits (al-nasab wa l-hasab), et d'autre part aux valeurs de l'individu confronté à des épreuves diverses : l'amour déçu, la guerre, l'humiliation d'un protégé de sa tribu, la traversée du désert. Les valeurs mises en avant par les poètes sont le courage, la promptitude et la fermeté dans l'action, la générosité, et la longanimité.
On retrouve ces thèmes dans les parties conventionnelles de la qasida, l'ode préislamique : le nasib (le poète se lamente dans les ruines du campement abandonné de la bien-aimée), le rahil (où le poète entreprend un voyage, souvent difficile, vers le destinataire du poème) et le gharad (« l'objectif », le thème principal du poème, souvent louange adressée à un protecteur ou une tribu). Chaque partie est liée à des thèmes de préférence ainsi qu'à des motifs poétiques conventionnels. Le nasib (la lamentation sur les ruines du camp), par exemple, est souvent l'occasion de décrire la nature sauvage qui reprend ses droits dans les ruines du camp, comparé alors à un tatouage qui s'efface. Le rahil (le voyage) contient souvent un passage de description de la chamelle, dont l'endurance est vantée, et la vitesse comparée à celle de l'autruche. La mu'allaqa de Tarafa est connue pour sa longue description de la chamelle (29 vers sur 103), chaque partie de son corps faisant l'objet d'un développement.
La guerre est un autre thème récurrent de la poésie préislamique. Dans le système des valeurs préislamique tel qu'il ressort du corpus poétique, la guerre est l'épreuve par excellence propre à révéler la valeur d'un individu. Loin d'être glorifiée, la guerre est accueillie comme une catastrophe, mais à laquelle il s'agit de faire face, soit avec la force impitoyable d'un guerrier capable de grands exploits, comme le chante Antara, soit avec la magnanimité et la longanimité d'un vrai chef, comme le met en avant Zuhayr, célébrant dans sa mu'allaqa la fin d'une guerre réputée avoir duré 40 ans. De nombreux poètes préislamiques font allusion dans leurs qasidas aux guerres tribales qui agitèrent le centre de la péninsule au VIe siècle, et notamment la guerre de Basous et la guerre de Dahis et Ghabra. Les plus anciens poèmes dont nous disposons font référence à la guerre de Basous entre les tribus de Bakr et Taghlib. Muhalhil, considéré comme l'un des plus anciens poètes arabes, perd la vie au cours de cette guerre. L'un de ses poèmes les plus connus est une harangue à sa tribu après la bataille de Qidda, remportée par Bakr. Son petit-fils, Amr Ibn Kulthum, chef des Taghlib, continue la guerre et en fait le sujet principal de sa mu'allaqa.

#### La recension de la poésie préislamique auVIIIesiècle
Autres poètes préislamiques :
- Tufayl Ibn Awf
- Saad Ibn Mâlik
- Amr Ibn Qamî'a
- Al-Mutalammis
- Samaw'al
- Chanfara
- Al-A'châ
- Labîd
- Al Hârith ibn Hilliza
- Al Nâbigha al Dhubyânî
- Khidâsh b. Zuhayr

### LesMukhadramûnet l'islam naissant: de 622 à 661
Les Mukhadramûn (arabe : المخضرمون), « Ceux qui ont vécu entre deux époques », sont les poètes nés dans l'Arabie préislamique et qui ont connu l'islam. Le plus grand nombre d'entre eux fait partie d'une génération née dans les années 570 et morte vers 661, ou vers 670 d'après les sources. Ces poètes perpétuent les codes de la poésie préislamique trente à quarante ans après la mort du prophète. Il est établi aujourd'hui que l'apparition de l'islam n'a pas été une rupture brutale, mais progressive, dans la production littéraire arabe,.

#### Les poètes et le Coran
Dans le Coran, le prophète est opposé par excellence aux poètes et aux devins, ce qui souligne la nécessité, apparue dès les premiers temps de l'islam, de distinguer la parole coranique de la parole poétique, et le prophète du poète ou du devin. Cette distinction fondamentale donnera lieu par la suite à la thèse de l'inimitabilité du Coran (iʿjâz, arabe : إعجاز) développée par les exégètes aux VIIIe et IXe siècles. Le Coran définit les poètes comme ceux qui « disent ce qu'ils ne font pas » (XXVI, 226), ils inventent, sont la proie des rêves (XXI, 5) et sont suivis par les hommes égarés (XXVI, 224). Au contraire, le prophète est détenteur d'une parole véridique (LXIX, 40-41), et il est explicitement dit : « Nous n'avons point enseigné à Muhammad l'art de la poésie, elle ne lui sied pas. Le Coran n'est qu'un avertissement et un livre évident » (XXXVI, 69).
Cette distinction sert avant tout à affirmer le statut spécifique du Coran, en disqualifiant la prose rimée des devins comme parole sacrée et en confinant la poésie dans un rôle laudatif. Ainsi de nombreuses tribus ont attaqué dans des satires la nouvelle communauté musulmane et son prophète, et les musulmans ne se sont pas privés de répondre par poètes interposés. Le plus connu de ces poètes musulmans qui défendirent dans leurs œuvres la nouvelle religion est Hassan Ibn Thabit, surnommé le « poète du prophète ». Certains satirisèrent la nouvelle religion avant de se convertir et de la défendre ; l'exemple le plus célèbre est Kaab Ibn Zuhayr, auteur de la qasidat al-burda (le Poème du manteau) qu'il récita au prophète au moment de sa conversion pour se faire pardonner ses satires. Le poème aurait tant plu au prophète qu'il offrit son manteau à Kaab. Le rôle du poète comme voix de sa tribu n'est donc pas fondamentalement bouleversé dans les premiers temps de l'islam, si ce n'est que le Coran dénie à leur parole tout caractère sacré. Dans la pratique, les luttes entre Quraysh et les premiers musulmans, puis les guerres de Ridda, permirent aux poètes de tribu de s'adonner aux mêmes exercices poétiques satiriques et laudatifs auxquels donnaient lieu les guerres et les rivalités entre tribus à l'époque préislamique.
Après la mort de Mahomet, à l'époque des califes biens guidés, l'influence de la nouvelle religion sur les poètes se manifeste d'abord sur le lexique utilisé et les valeurs morales mises en avant. La dislocation progressive de l'ordre social préislamique reposant sur le lien tribal, évoluant vers un ordre social « islamique » dominé par une autorité centrale et l'apparition de nouvelles classes nobles (les gens de la famille du prophète, ahl al-bayt, les Muhâjirûn et les Ansâr) aux dépens des anciennes vont influencer la poésie progressivement. Par exemple, les références aux anciens dieux préislamiques laissent la place à des expressions musulmanes ; la tribu laisse peu à peu la place à des personnalités de l'islam, hommes pieux, dirigeants ou fonctionnaires comme objets du madîh (éloge) ou du hijâ' (satire) ; la piété devient un motif de madîh, et l'incroyance un motif de hijâ'.

#### Les poètes et les conquêtes
L'époque des Mukhadramûn est considérée par les chercheurs contemporains comme une époque de transition où la sensibilité poétique commence à évoluer du fait des changements sociaux et économiques entraînés par les conquêtes, le début de l'installation des Arabes dans les villes-camps nouvellement fondées (Fustat, Basra et Kûfa), sans oublier les bouleversements politiques liés à la première fitna, la guerre civile qui suivit l'assassinat d'Othman en 656, puis le meurtre d'Ali et la prise de pouvoir par les Omeyyades en 661, qui déplacèrent la capitale de l'empire de Médine à Damas.
Les conquêtes islamiques, auxquelles participèrent de nombreux poètes, tels al-Nâbigha al-Jaadî, Compagnon qui s'illustra dans les combats en Perse, favorisent le développement d'une catégorie de guerriers-poètes (fursân), dont Amr Ibn Maadikarib est un des plus célèbres représentants. Leur poésie a retenu l'attention de la critique classique, moins pour sa valeur littéraire que pour les informations qu'elles pouvaient contenir sur l'expansion musulmane. Une autre catégorie de poètes est très largement représentée parmi les Mukhadramûn : il s'agit des mu'ammarûn, les macrobites célèbres de l'Islam. al-Nâbigha al-Jaadî, cité plus haut, prétendait par exemple avoir connu le temps d'al-Mundhir III, roi d'al-Hira mort en 554 ! Al-Namir, réputé pour sa sagesse, passait pour avoir vécu 200 ans. La poésie des mu'ammarûn s'inscrit fréquemment dans le genre préislamique des « plaintes contre le temps » (chakwa l-dahr) et recourt fréquemment à la sapience, en privilégiant un style simple sans acrobaties techniques et langagières.

#### Le rapport à la poésie interrogé explicitement
Enfin, cette époque fournit aux philologues du VIIIe siècle une matière littéraire qui restera centrale dans le débat portant sur la définition de la poésie, de son but, et de ses critères d'excellence. De nombreux akhbâr de cette époque décrivent des scènes où un poète ou un érudit est interrogé : « Qui est le meilleur poète ? ». Cette question, les poètes et les critiques des siècles suivants ne cesseront pas de se la poser. Plusieurs compagnons du prophète, tels Ibn Abbas, resteront célèbres pour leurs jugements littéraires ou pour avoir été des arbitres recherchés par les poètes pour trancher un différend entre eux. On attribue par ailleurs au calife Omar des propos célèbres sur la finalité de la poésie. Jumahî le cite dans son introduction aux Tabaqât, comme tous les grands critiques après lui, et il est une figure récurrente du Livre des Chansons.
De nombreux Mukhadramûn, tels Hutay'a et Kaab Ibn Zuhayr, évoquent dans leurs vers leur relation à la poésie, qu'ils décrivent comme une matière rétive, difficile à maîtriser, impossible à dominer sans une solide formation. On « redresse » les vers comme on le fait du bois des lances, et on « tisse » les rimes, la bonne poésie étant décrite comme une étoffe aux mailles serrées, tandis que la mauvaise est lâche comme un tricot bâclé. Ces vers seront repris par les critiques aux VIIIe et IXe siècles pour alimenter le débat entre sanʿa (arabe : صنعة: art, métier) et tabʿ (arabe : طبع: don naturel) dans la création poétique.
Autres poètes Mukhadramûn :
- Labîd
- Ka'b ibn al-Ashraf
- Al-Rabi ibn Abu al-Huqayq (en)
- Suhaym
- Chammâkh et son frère Muzarrid
- Khidâsh Ibn Zuhayr
- Maan Ibn Aws al-Muzanî
- Abû Khirâsh Khuwaylid Ibn Murra al-Hudhalî
- Abu l-Tamahân al-Qaynî
- Tamim Ibn Muqbil

### ÉpoqueOmeyyade: de 661 à 750
Les derniers mukhadramûn s'éteignent dans les années 660. La période omeyyade voit l'apparition des premières générations de poètes nés après la mort du prophète. Du fait de ces générations, l'évolution de la sensibilité poétique amorcée à l'époque de l'islam naissant s'accélère progressivement jusqu'au début du VIIIe siècle et se traduit concrètement par le développement ou le renouvellement des genres majeurs de la poésie préislamique, laquelle commence déjà à faire figure de « classicisme » : dès le début du VIIIe siècle, les poètes et les critiques commencent à distinguer les « Anciens » (Mutaqaddimûn) et les « Modernes » (Muhdathûn). En poésie, la période est marquée surtout par la « Triade omeyyade », et par le développement du ghazal, la poésie amoureuse, et notamment le ghazal udhrite.

#### La Triade omeyyade
La « Triade omeyyade », al-Muthallath al-Umawî (en arabe : المثلث الأموي), est une expression célèbre désignant les poètes Al-Akhtal, Al-Farazdaq et Djarir, panégyristes rivaux qui échangèrent des invectives pendant près de quarante ans dans des naqâ'id (poèmes qui se répondent, composés sur le même mètre et la même rime). Ils perpétuent ainsi la tradition de la poésie préislamique en puisant dans les codes et les valeurs de la poésie bédouine. Certains critiques considèrent qu'ils sont les derniers représentants de la grande poésie bédouine avant les innovations stylistiques et idéales de l'époque abbasside. D'autres les voient déjà comme des novateurs participant au renouvellement des genres du hijâ' (satire) et du madîh (éloge).

#### Recension de la poésie à l'époque omeyyade
Autres poètes omeyyades :
- Al-Râ'î
- Dhû l-Rumma
- Saaya ibn Urayd
- ʿUmar Ibn Abî Rabîʿa
- Kuthayyir
- Tirimmâh (b. Hakîm)
- Majnoun (Qays ibn al-Moullawwah)
- Mâlik ibn al Rayyb

### Poètes d'Al-Andalus: de 756 à 1492
La région d'Al-Andalus ayant suivi à partir de 756 un itinéraire historique très différent du reste de l'empire abbasside, aussi bien sur le plan politique, social, que littéraire, ses poètes sont généralement abordés à part du reste de l'histoire littéraire arabe.
- Ibn Abd Rabbih (860-940)
- Ibn Shuhayd (992-1035)
- Wallada bint al-Mustakfi (994-1091)
- Ziriab (789-857)
- Abou Madyane (1126-1196)
- Al Mutamid ibn Abbad (1040-1095)
- Avempace (1077-1138)
- Ibn al-Yayyab (1274-1349)
- Ibn al-Zybayr (1261-1308)
- Isaac ibn Ezra (XIIe)
- Ibn Hazm (994-1064)
- Ibn Khafadja (1058-1138)
- Isaac ibn Khalfon (970-1020)
- Ibn Luyun (1282-1349)
- Ibn Quzman (1078-1160)
- Ibn Zamrak (1333-1393)

### Périodes abbassides

#### La première période abbasside: de 750 à 945
- Abû al-ʿAtâhiya (748-825)
- Abû Nuwâs (v.750-815)
- Abou Tammâm (804-845)
- Ibn al-Muʿtazz (861-908)
- al-Buhturi (820-897)
- Ibn Al-Roumi (836-896)
- Mansur al-Hallaj (858-922)
- Sidi Boushaki

#### La deuxième période abbasside: de 945 à 1055
- Al-Mutanabbi (915-965)
- Abou'l Qasim Al-Tamini
- 'Ali Al-Baghdadi
- Ousama Ibn Al-Mounqidh
- Ibn Al-Qaysarani
- Abou Al-Mouzaffar Al-Abiouardi
- Abu-l-Ala al-Maari (973-1057)

#### La troisième période abbasside: de 1055 à 1258
- Ibn Arabi (1165-1240)

#### L'époque mamelouke de 1258 à 1800
- Ibn Nubata (1287-1366)
- Idris Imad al-Din (1392-1468)
- Ahmad Bin Aiba Al Maqdsi (1427-1499)
- Ibn Abi Jumhur al-Ahsa'i (1435-1505)
- Gabriel ibn al-Qilai (1447-1516)
- Fuzûlî (1494-1556)
- Al-Burini (1556-1615)
- Al-Khalidi al-Safadi (?-1625)
- Ibn Razqa (?-1731)

### Nahda:XIXesiècle
- Ma'rûf al Rasâfî
- 'Amjad al Zahâwî
- Hafiz Ibrahim
- 'Ahmad Sâmî al-Barudi
- Ahmed Chawqi (1868-1932)
- Francis Marrache (vers 1835-1874)
- Mariana Marrache (1848-1919)
- Ahmadou Bamba (1853-1927)
- Malick Sy (1855-1922)

### XXesiècleet époque contemporaine
- Adonis (1930-)
- Abd al-Wahhab Al-Bayati (en) (1926-1999)
- Yousouf Al-Khal (en) (1917-1987)
- Samih al-Qâsim (1939-2014)
- Elia Abu Madi (1889-1957)
- Abou el Kacem Chebbi (1909-1934)
- Mahmoud Darwich (1941-2008)
- Ahmed Abdel Muti Hijazi (1935-)
- Gibran Khalil Gibran (1883-1931)
- Mohamed Ghozzi (1949-)
- Mohamed El Jerroudi (1950-)[47]
- Hamda Khamis (1946-)
- Nazik al-Mala'ika (1922-2007)
- Amar Meriech (1964-)
- Ousha bint Khalifa (1920-2018)
- Iman Mersal (1966-)
- May Muzaffar (1940-)
- Muzaffar Al-Nawab (en) (1934-2022)
- Ibrahim Niasse (1900-1975)
- Nizar Kabbani (1923-1998)
- Salah Abdel Sabour (1931-1981)
- Badr Shakir al-Sayyab (1926-1964)
- Naguib Sourour (en) (1932-1978)
- Moufdi Zakaria (1908-1977)